# Льортс
Льортс (кат. Llorts) — деревня в Андорре, на территории общины Ордино. Расположена в северо-западной части страны. На окраине деревни находится железорудная шахта XIX века, открытая для туристов.
Население деревни по данным на 2014 год составляет 181 человек.
Динамика численности населения:
| 2007 | 2008 | 2009 | 2010 | 2011 | 2012 | 2013 | 2014 |
| ---- | ---- | ---- | ---- | ---- | ---- | ---- | ---- |
| 157  | 147  | 145  | 163  | 155  | 154  | 168  | 181  |